# Linaria hellenica
Linaria hellenica är en grobladsväxtart som beskrevs av William Bertram Turrill. Linaria hellenica ingår i släktet sporrar, och familjen grobladsväxter. Inga underarter finns listade i Catalogue of Life.